# Линденау, Якоб
Якоб Иоганн (Яков Иванович) Линденау (около 1700—1795) — российский путешественник и учёный. Автор «Описания реки Амур», «Описания якутов» и других научных трудов по географии и этнографии.

## Биография
Данные о месте и дате рождения Якоба Линденау противоречивы. По одним данным, он родился в 1699 году в Москве, согласно другой версии — в 1709 году, Энциклопедический словарь Брокгауза и Ефрона называет годом рождения 1706-й. Нет ясности и с национальностью Якоба Линденау. По одним данным, он родился в шведской семье, другие исследователи считают, что отцом Линденау был немец (возможно, саксонец), живший в Лифляндии и имевший шведское подданство. Известно[кому?], что отец Якоба Линденау перебрался в Москву, а позже переехал в Пернов.
В 1730 году Линденау с целью обучения уезжает в Западную Европу, в частности, в Гамбург и Любек. По возвращении в 1732 году переезжает в Санкт-Петербург, где открывает школу для обучения детей основам наук. В 1737 году Якоб Линденау был принят в канцелярию Сената переводчиком. В 1739 году стал участником Второй Камчатской экспедиции под руководством Г. Ф. Миллера и И. Э. Фишера. В ходе экспедиции, в которой формально числился «ветеринарным прапорщиком», выполнял обязанности переводчика с немецкого и латыни, а также составил ряд географических и этнографических описаний местностей и народов Сибири. В августе 1746 года Линденау возвращается в Санкт-Петербург, где предоставляет результаты своих исследований в Академию наук.

Я за полезное признаю иметь описание рекам и местам следующего из Иркутска в Охоцк переводчика Линденау с 741 по 745 год, который ныне мне здесь объявил, что от него во те обстоятельства поданы на немецком языке в Академию наук в 746 году— Фёдор Иванович Соймонов
В 1747 году Якоб Иоганн Линденау был пожалован чином прапорщика и направлен по его просьбе в Москву в Сибирский приказ. Вскоре он был назначен управителем Балаганского дистрикта и комендантом Балаганской крепости, которая находилась в Иркутской провинции.
В 1749 году Я. Линденау направил на имя императрицы Елизаветы Петровны прошение об отводе ему в вечное пользование земли для устройства жизни с женой и детьми в Усть-Осе. Прошение было удовлетворено императрицей Екатериной II в 1764 году. С 1753 по 1765 год Якоб Линденау занимал высокие административные должности в канцелярии генерал-губернатора Иркутской провинции Сибирской губернии, а позже — Иркутской губернии. Он ведал делами ревизии и счетоводства, а с 1762 года — соляными делами. Также занимался поставкой селитры на Тальцинский стекольный завод.
Линденау погиб при пожаре в собственном доме в возрасте 90 или 95 лет; вместе с ним сгорел и его ценный архив.

## Этнографические исследования
Рукописи Якоба Линденау представляют собой географическое описание районов Восточной Сибири, а также этнографическое исследование коренных народов Восточной Сибири (наиболее подробно «Описание якутов»). Этнографическая составляющая его трудов наиболее ценна и интересна для изучения истории и культуры якутов, тунгусов и других сибирских народов и не потеряла своей историко-этнографической актуальности и поныне.
Труды Якоба Линденау, несмотря на довольно высокую оценку, полученную при представлении их после экспедиции научным кругам Петербурга, вскоре попали в академические архивы и вплоть до второй половины XX века были практически неизвестны научному сообществу. Перевод и издание его монографии осуществлены только в 1983 году под названием «Описание народов Сибири (первая пол. XVIII в.) Историко-этнографические материалы о народах Сибири и Северо-Востока» (Магадан, 1983).
Рукописи Линденау (на немецком языке) хранятся в Центральном государственном архиве древних актов (Москва) и архиве Якутского филиала РАН.

## Род Линденау
Якоб Иоганн Линденау, согласно известным[уточнить] данным имел семеро детей: дочь Елену и сыновей Иоанна, Стахия, Спиридона, Анфилофия, Андрея и Василия.
Якоб Линденау является родоначальником русской фамилии Ленденевы (так была русифицирована его фамилия); часть потомков Якоба Иоганна сохранила фамилию Линденау.

## Публикации трудов
- Линденау Я. И. Описание народов Сибири (первая половина XVIII века). — Магадан: Магаданское книжное издательство, 1983. — 176 с. — (Дальневосточная историческая библиотека).